# Porträtt av Lucrezia Panciatichi
Porträtt av Lucrezia Panciatichi (italienska:  Ritratto di Lucrezia Pucci Panciatichi) och Porträtt av Bartolomeo Panciatichi är två oljemålningar av den italienske konstnären Agnolo Bronzino. De målades omkring 1540 och ingår sedan 1704 respektive 1800 i samlingarna på Uffizierna i Florens.
Bronzino var framför allt verksam i Florens och var en av manierismens ledande porträttmålare. Han avporträtterade hertigfamiljen, till exempel Eleonora av Toledo och hennes son Giovanni de' Medici, men också adelsmän och personer ur den övre medelklassen. Paret Panciatichi var ett exempel på det senare. Humanisten och ämbetsmannen Bartolomeo (1507–1582) var oäkta son till en köpman, men gjorde sig en karriär i Cosimo I de' Medicis tjänst och avbildas här framför sitt palats. Han gifte sig 1529 med Lucrezia di Gismondo Pucci. I porträttet av henne excellerar Bronzino i en detaljerad skildringen av hennes dyrbara kläder och smycken. I manieristisk anda porträtteras Panciatichi med oproportionerligt långa fingrar och hals.   